# Біллі Бішоп (пілот)

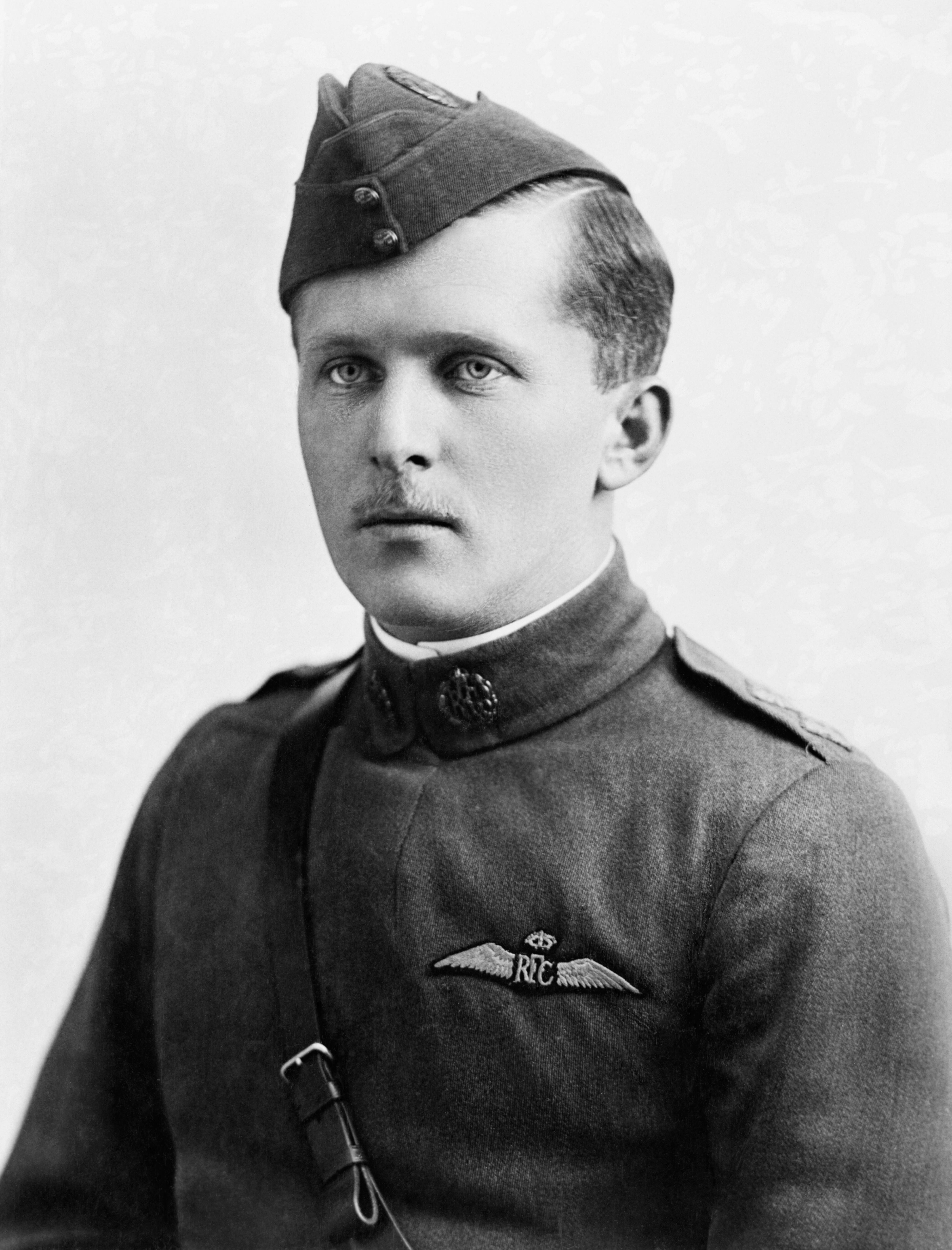
Бішоп у Першій світовій війні

Вільям Евері «Біллі» Бішоп (8 лютого 1894, Оуен-Саунд, Онтаріо - 11 вересня 1956, Палм-Біч, Флорида, США) — канадський пілот-винищувач під час Першої світової війни. Він офіційно здобув 72 перемоги в повітрі, що зробило його першим пілотом-винищувачем Британської імперії Першої світової війни.

## Ранні роки
Вільям Бішоп народився в Оуен-Саунді, Онтаріо, як друга дитина Вільяма А. і Маргарет Бішоп. Його батько, адвокат і випускник юридичної школи Осгуд-Холл, був реєстратором округу Грей. Навчаючись у колегіальному та професійному інституті Оуен-Саунда, Бішоп здобув репутацію бійця, захищаючи себе та слабших однокласників від хуліганів.  Він не сприймав популярні в той час командні види спорту, віддаючи перевагу індивідуальним видам спорту, таким як плавання, їзда верхи та стрільба. Бішоп не був успішним студентом. Він уникав будь-якого предмета, який не міг освоїти відразу без труднощів, і часто пропускав заняття.
До 15 років Бішоп отримав перший досвід польоту. Свій перший літак він побудував з картонних коробок, шнурків і дощок. У 1914 році, у віці двадцяти років, Бішоп почав навчання в Королівському військовому коледжі Канади (RMC) в Кінгстоні, Онтаріо, де його брат також закінчив навчання в 1903 році. У RMC Бішоп був відомий під прізвиськами «Біш» і «Білл». Бішоп провалив свій перший курс у RMC після того, як його спіймали на спісуванні.

## Служба в Першій світовій війні
Коли в 1914 році почалася Перша світова війна, у вересні Бішоп покинув RMC і приєднався до Міссісазького кінного кавалерійського полку. У січні 1915 року він отримав звання лейтенанта , але захворів на пневмонію, перш ніж його полк відправили за океан.
Після одужання його призначили до 8-го канадського гірського стрілецького підрозділу, кінного піхотного підрозділу, який базувався в Лондоні, Онтаріо. Бішоп володів природним даром обходитися з вогнепальною зброєю і перевершував усіх своїх товаришів у стрільбі. Йому приписували майже «надприродний» зір, що дозволяло йому вражати віддалені цілі, які інші могли бачити лише як крихітну точку.
6 червня 1915 року його полк вирушив з Канади до Англії на кораблі для перевезення худоби «Каледонія». 21 червня конвой кораблів біля берегів Ірландії був атакований німецькими підводними човнами. Два кораблі затонули, 300 канадських солдатів загинули. Корабель Бішопа, однак, не був уражений і досяг гавані Плімута 23 червня.
Бішоп швидко розчарувався через бруд і злидні в окопах. Кажуть, що в липні 1915 року, побачивши літак RFC, що повертався з вильоту, він сказав: „...як же там чисто вгорі! Закладаюсь, що там нема ані болота, ані кінського лайна“.
Він перейшов до Королівського льотного корпусу і став спостерігачем після того, як в льотній школі закінчилися вакансії для пілотів. Першим літаком, на якому він тренувався, був Avro 504. Бішопа було призначено на аерофотозйомку, і незабаром він отримав кваліфікацію для навчання інших знімальників роботі з фотокамерами. У січні 1916 року його ескадру було скеровано до Франції. Першим бойовим завданням Бішопа було корегування з повітря ударів британської артилерії. У наступні роки Бішоп здійснив кілька бомбардувальних вильотів, жодного разу не стріляючи з кулеметів по ворожих літаках. Бішоп отримав нагоду ненадовго повернутися до Канади, коли його батько переніс інсульт, через що він пропустив початок битви на Соммі в липні 1916 року.

## Повернення до Англії
Бішоп повернувся до Англії у вересні 1916 року і, скориствшись протекцією своєї впливової подруги, леді Сент-Гельєр, зміг завершити навчання на пілота у Центральній льотній школі в Упавоні на Солсберійській рівнині. Його перший самостійний політ був на літаку Maurice Farman Shorthorn. У наступні місяці Бішоп пережив важкі повітряні бої з німецькими пілотами винищувачів і ледь уникнув того, щоб бути збитим Манфредом фон Ріхтгофеном. У квітні 1917 року він отримав звання капітана, у травні 1917 року був нагороджений Воєнним хрестом і швидко став відомим настільки, що німці навіть боялися з ним стикатись у бою через його успіхи. Ернст Удет назвав його найкращим пілотом Англії, і дав йому прізвисько «поплічник диявола» Handlanger des Teufels.
У червні 1917 року Бішоп повернувся до Канади як національний герой і зміг надихнути втомлену війною канадську громадськість. Він також одружився зі своєю давньою нареченою Маргарет Берден. Після одруження його покликали до Вашингтона, округ Колумбія, у рамках контракту на озброєння з британськими ВПС, щоб допомогти розбудувати американські ВПС. У цей час він написав свою біографію під назвою «Крилата війна».
У квітні 1918 року Бішоп повернувся до Лондона в званні майора і командував  ескадрильєю № 85, так званими «Летючими лисицями». З 30-го травня до 1 червня Бішоп збив шість німецьких винищувачів, у тому числі німецького аса Пауля Білліка, довівши загальну кількість убитих до 59, що зробило його провідним асом серед пілотів союзників. Уряд Канади був надзвичайно стурбований моральним впливом на населення популярності Бішопа, переживаючи щоб їхній найкращий пілот не загинув у повітряному бою. У червні 1918 року Бішопа було направлено назад до Англії проти його волі, щоб допомогти організувати та побудувати нові ВПС Канади.
5 серпня 1918 року Бішопу присвоїли звання підполковника та призначили на посаду офіцера-командувача Секції ВПС Канади Генерального штабу штабу Заморських військових сил Канади. Звістка про укладення миру дійшла до нього на кораблі, що прямував до Канади. 31 грудня звільнений зі служби в Канадських експедиційних силах і назавжди повернувся на батьківщину.
Після закінчення війни він казав про 72 здобуті ним повітряні перемоги. Ця кількість оцінюється деякими істориками як явно завищена.

## Пізніші роки
У 1938 році Бішоп був призначений почесним маршалом авіації Королівських ВПС Канади і відповідав за набір нових пілотів. Він був настільки популярний на цій посаді, що конкурс на потенційні місця значно перевищував кількість вакансій через несподівано велику кількість претендентів.
Він розробив систему підготовки нових пілотів по всій Канаді та заснував План підготовки авіації Співдружності, за яким під час Другої світової війни в Канаді було підготовлено 167 000 пілотів. У 1942 році Бішоп зіграв самого себе у фільмі «Капітани хмар», знятому на честь RCAF.
Тяжкі обставини війни вплинули на здоров’я Бішопа, і він звільнився з RCAF, щоб займатись приватним підприємництвом у Монреалі, перш ніж вийти на пенсію в 1952 році. Він помер 11 вересня 1956 року уві сні під час зимової поїздки до Палм-Біч, Флорида. Його могила знаходиться на кладовищі Грінвуд в Оуен-Саунді, Онтаріо.

## Творчість
- Крилата війна. 1918 (Передрук: Crécy Publishing, Лондон 2007, ISBN 0-947554-90-4 ).

## Нагороди
- Хрест Вікторії (1917)
- Орден «За заслуги» з 3 смугами (1917 , 1917  і 1918  )
- Воєнний хрест (1917)
- Хрест видатних льотних заслуг (1918)
- Кавалер ордена Почесного легіону (1918)
- Croix de guerre з пальмовою гілкою (1918)
- Компаньйон ордена Лазні (1944)

## Відзнаки

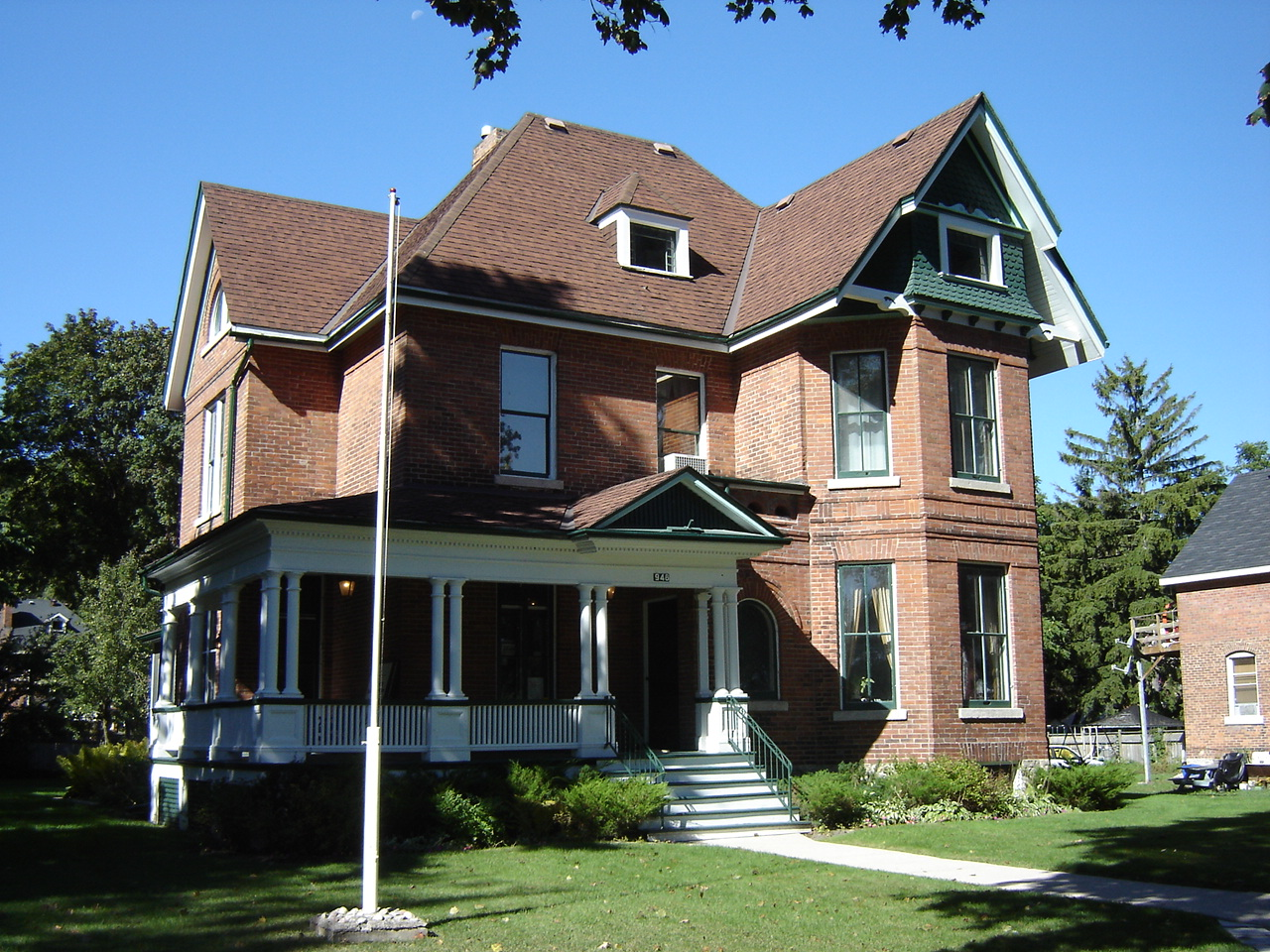
Національне історичне місце Біллі Бішопа

15 січня 1981 року уряд Канади в особі міністра, відповідального за Раду історичних місць і пам’яток Канади, вшанував Бішопа та оголосив його «Особою національного історичного значення». Зараз у місці його народження в Оуен-Саунді є музей, присвячений йому, а сам будинок, побудований у 1884 році, був урочисто відкритий 19 червня 2002 року як Національне історичне місце Канади.
Аеропорт Торонто на одному з островів Торонто носить ім'я Біллі Бішопа.

## Сприйняття

### Театр
З часу своєї першої постановки в 1978 році «Біллі Бішоп іде на війну» став однією з найпопулярніших і найкраще поставлених п’єс в історії канадського театру. Відзначений нагородою мюзикл привернув особливу увагу піснями, які іноді були грубими, іноді з чорним гумором, але відзначались відчуттям воєнної реальності. Мюзикл режисера Макса Реймера, знятий Джоном Греєм у співпраці з Еріком Петерсоном, показували з 10 до 28 жовтня 2012 у театрі «Глобус». Загальна тривалість одна година 54 хвилини з 15-хвилинною перервою. Мюзикл, який також успішно показували на Бродвеї та в Англії, є сатиричним, а також уїдливо-меланхолійним розвінчанням міфу про «пристойну» війну.

### Кіно
Робота була вперше показана як телевізійний фільм на телеканалі CBC  в Канаді10 листопада 2010  року. Режисер Барбара Вілліс Світ, старий Біллі Бішоп, одягнений лише в піжаму, блукає туди-сюди по горищу, наповненому реліквіями, згадуючи свої воєнні роки. У супроводі Джона Ґрея Ерік Петерсон грає Біллі Бішопа який рефлексує про своє життя.
Оригінальна канадська версія також була славною у США, Англії та Німеччині. Ганс Петер Корф прийняв особливий виклик у фільмі «Біллі Бішоп: Відродження» (1984) режисера МакКендіша, в якому він втілив майже десяток персонажів. Ганс Магнус Енценсберґер додав передісторію до німецької версії: тут канадець Вільям Ейвері Бішоп піднімається над багнюкою французьких окопів і просувається, щоб стати супротивником барона фон Ріхтгофена.

### Радіоп'єса
25 травня 2014 року SWR2 вперше транслював радіоспектакль Billy Bishop Rises як постановку Südwestrundfunk з Badisches Staatstheater Karlsruhe як частину серії The First World War . Відома як героїчна пісня часів Першої світової війни та спочатку написана для актора та піаніста, радіоверсія, режисером якої є Леонгард Коппельманн, спирається на кількох акторів (Ілля Ріхтер у ролі Біллі Бішопа, Урсула Ґросенбахер та Геннінґ Нерен ) та музику (Пітер Кайзар, Вольфґанґ Токнер і Антон Бурґер) невеликого комбо. Тут також у центрі уваги автентична постать Вільяма Ейвері Бішопа, який піднявся від канадського «горця» до прославленого героя війни та маршала авіації британських ВПС. Переклад зроблено Гансом Маґнусом Енценсберґером.

## Вебпосилання
- - William Avery "Billy" Bishop bei constable.ca
  - Air Ace William "Billy" Bishop bei worldwar1.com
  - William Avery Bishop bei theaerodrome.com
  - Air Marshal William Avery Bishop (biography & controversy discussion) bei billybishop.net
  - Billy Bishop Heritage Museum (Birthplace & Childhood Home) bei billybishop.net
  - Legion Magazine Article on Billy Bishop written by his son Arthur Bishop
  - Pilot Blog: William Avery "Billy" Bishop. In: PilotBlog
  - William Avery “Billy” Bishop на сайті Find a Grave (англ.)
  - Ontario Historic Plaque
  - Bishop's Medals At The Canadian War Museum
  - Архівна копія на сайті Wayback Machine. abgerufen am 17. Mai 2023